# Morgan Fisher
Pour les articles homonymes, voir Fisher.
Morgan Hall Fisher (né en 1942 à Washington, D.C.) est un cinéaste expérimental et un artiste américain surtout connu pour ses films structuralistes et minimalistes qui font référence aux processus matériels du film celluloïd et aux moyens et méthodes de production d'images en mouvement, y compris la caméra, le réalisateur et l'équipe de tournage, et le processus de montage. Depuis les années 1990, Fisher réalise également des peintures et des installations. Son travail a été inclus dans trois expositions de la Biennale du Whitney, en 1985, 2004 et 2014. Il a reçu une bourse Guggenheim en 1987.
L'œuvre de Fisher est remarquée pour sa relation avec le paysage et l'architecture de la Californie du Sud, à une époque où la région revendiquait ses droits esthétiques et intellectuels dans le monde de l'art au sens large. Le commissaire d'exposition et critique Stuart Comer écrit : « Pare-brise, panneaux publicitaires, écrans de cinéma, vues sur l'océan, immeubles d'habitation de type écono-box et longues étendues d'asphalte et de béton forment un vocabulaire Angeleno unique de surfaces monochromes sur lesquelles se joue la configuration symbolique appelée Californie. Cette étendue apparemment illimitée de plans plats est l'arène dans laquelle Fisher a lancé son défi aux régimes existants de représentation et de narration ».

## Jeunesse et formation
Fisher étudie l'histoire de l'art à Harvard (1960-1964) avant de s'installer sur la côte ouest. Il étudie à l'USC de 1964 à 1965, et obtient une maîtrise en beaux-arts dans la division cinéma à l'UCLA l'année suivante.

## Œuvre
Après avoir terminé ses études, Fisher travaille dans l'industrie cinématographique hollywoodienne, dans des rôles de soutien sur des projets du maître du petit budget Roger Corman et du directeur de la photographie oscarisé Haskell Wexler. Entre 1968 et 1974, il réalise dix films. Son film de 1984 en 16 mm, Standard Gauge est largement acclamée et inspire le titre de son exposition de 2005 au Whitney Museum.
Fisher cite des artistes visuels, tels que Sol LeWitt et Andy Warhol, comme influences. Son film de 2003, ( ), consiste en une série d'inserts (en) - des plans sous un angle différent, généralement des détails, des actions ou des objets qui clarifient l'action des plans principaux - récoltés sur des films commerciaux 16 mm et assemblés selon un système influencé par LeWitt, permettant à l'ordre des plans d'être déterminé par ce système. Fisher explique dans les notes de programme du film : « Une règle, ou une méthode, sous-tend (), et j'y ai obéi, même si la règle et mon obéissance à celle-ci ne sont pas visibles ».
Les œuvres de Fisher font partie des collections du Whitney Museum of American Art et du Museum of Modern Art de New York ; du Centre Georges Pompidou et du FRAC Île-de-France à Paris ; du Museum of Modern Art de San Francisco ; du Museum of Contemporary Art de Los Angeles ; ; du Moderna Museet à Stockholm ; de la Deutsche Kinemathek à Berlin ; et de la Generali Foundation à Vienne, Autriche. Les peintures de Fisher sont exposées à la Fondation Generali à Vienne (Autriche), au Neuer Aachener Kunstverein à Aix-la-Chapelle (Allemagne), au Stedelijk Museum à Amsterdam (Pays-Bas), au Portikus à Francfort (Allemagne) et au Museum Abteiberg à Mönchengladbach (Allemagne).

## Conservation
L'Academy Film Archive a conservé un certain nombre de films de Morgan Fisher, notamment Documentary Footage, Turning Over et Projection Instructions.

## Filmographie
- The Director and His Actor Look at Footage Showing Preparations for an Unmade Film, 1968
- Screening Room, 1968
- Phi Phenomenon, 1968
- Documentary Footage, 1968
- Production Stills, 1970
- Picture and Sound Rushes, 1974
- Cue Rolls, 1974
- Turning OÇver, 1975
- Projection Instructions, 1976
- Protective Coloration, 1979
- Color Balance, 1980
- Red Boxing Gloves/Orange Kitchen Gloves, 1980
- Standard Gauge, 1984
- ( ), 2003
- Another Movie, 2018

## Honneurs
En 2012, Morgan Fisher reçoit le titre honorifique de docteur honoris causa de l'université Paris VIII-Vincennes—Saint-Denis.